# Ericales
L'ordine delle Ericali (Ericales Dumort.) comprende circa 8 000 specie tra cui circa 2 000 appartengono alla famiglia delle Ericacee, piante molto diverse tra loro per quanto riguarda soprattutto la conformazione del fusto.

## Descrizione
All'ordine Ericales appartengono alberi e cespugli di piante erbacee, e un genere di piante carnivore (Sarracenia).
La maggior parte delle Ericali presentano il fenomeno della micorriza, la simbiosi tra la pianta e un fungo localizzato nelle sue radici.
Sembra inoltre che alcune specie di Ericali abbiano una spiccata capacità ad accumulare alluminio nel loro interno.

## Distribuzione e habitat
L'areale dell'ordine è molto vasto, alcune specie vivono nelle regioni tropicali, altre invece si sono insediate nelle zone artiche o comunque con temperature molto basse.

## Tassonomia
La classificazione APG assegna all'ordine Ericales le seguenti famiglie:
- Balsaminaceae A.Rich.
- Marcgraviaceae Bercht. & J.Presl
- Tetrameristaceae Hutch.
- Fouquieriaceae DC.
- Polemoniaceae Juss.
- Lecythidaceae A.Rich.
- Sladeniaceae Airy Shaw
- Pentaphylacaceae Engl.
- Sapotaceae Juss.
- Ebenaceae Gürke
- Primulaceae Batsch ex Borkh.
- Theaceae Mirb.
- Symplocaceae Desf.
- Diapensiaceae Lindl.
- Styracaceae DC. & Spreng.
- Sarraceniaceae Dumort.
- Roridulaceae Martinov
- Actinidiaceae Gilg & Werderm.
- Clethraceae Klotzsch
- Cyrillaceae Lindl.
- Ericaceae Juss.
- Mitrastemonaceae Makino

Il sistema Cronquist attribuiva a quest'ordine solo le seguenti famiglie: Clethraceae, Cyrillaceae, Empetraceae, Epacridaceae, Ericaceae, Grubbiaceae, Monotropaceae, Pyrolaceae.

## Filogenesi
I fossili più antichi attribuiti a quest'ordine (famiglia delle Sarraceniacee) risalgono a circa 120 milioni di anni fa.